# UTI Group
UTI Group ou Union Technologies Informatique Group est une entreprise de services du numérique. Elle est spécialisée dans le domaine des grands systèmes informatiques notamment pour les banques et les assurances.
Elle est cotée à la bourse de Paris.

## Historique
La société UTI Group est créée en 1986 sous le nom de SB Informatique,. En 1993, la SSII emploie 20 personnes et est rachetée par Christian Aumard qui la renomme Union Technologies, puis UTI en 1999.
Le 3 novembre 1999, UTI group introduit 10 % de son capital sur le marché libre. Le 12 juillet 2000, elle lève 18,6 millions d'euros en émettant 875 350 obligations convertibles. Ces fonds sont utilisés en grande partie pour financer l'acquisition de la société TMA-RMH pour 14,9 millions d'euros (plus 5 millions payés en actions UTI),. Le 24 janvier 2001, UTI group transfère ses actions et ses obligations convertibles sur le second marché.
Le marché des services informatiques se retourne et le groupe creuse ses pertes de 1,22 million d'euros en 2001 à 12,13 millions en 2002 pour un chiffre d'affaires 2002 de 40,68 millions d'euros. UTI group se retrouve, selon le Journal des finances, « proche de l'asphyxie financière » avec « des fonds propres négatifs de 7 millions d'euros », un « endettement net de 18,8 millions » et des écarts d'acquisitions de 19,4 millions. En 2003, UTI group sort de « l'impasse » en réduisant sa dette obligataire de « 13,73 millions d'euros à fin 2002 à 2,31 millions d'euros » tout en abaissant le taux d'intérêt des obligations convertibles de 3 % à 0,1 % et en repoussant la fin des remboursements de 2005 à 2020,,. La situation s'améliore en 2003 avec résultat net positif de 1 million d'euros. Toutefois, en 2004, il devient négatif de 4 millions d'euros pour un chiffre d'affaires en baisse de 14 % à 31,6 millions d'euros. En 2005, UTI group restructure sa situation financière avec ses banques et la société est recapitalisée avec l'entrée de la société Finant qui détient 17,88 % du capital. En 2006, Finant détient 23,26 % du capital. Elle réduit sa participation à 11,30 % en 2008 pour sortir du capital en 2010.

## Activité
UTI group s'est spécialisé dans une stratégie de niches visant uniquement « les grands comptes » disposant de grands systèmes informatiques (AS/400, etc.),,. Elle leur propose principalement : soit des études (« assistance à la maîtrise d'ouvrage pour définir les besoins du client »), soit de « la maîtrise d'œuvre pour suivre l'exécution des projets et encadrer la maîtrise des prestations de maintenance informatique ».
Le chiffre d'affaires 2019 de 19,66 millions d'euros est réalisé principalement dans le secteur des banques (49 %) et des assurances (16 %).